# Москаленко, Иван Васильевич
Ива́н Васи́льевич Москале́нко (1912—1941) — стрелок 4-й роты 2-го батальона 1075-го стрелкового полка 316-й стрелковой дивизии 16-й армии Западного фронта, красноармеец, Герой Советского Союза (1942, посмертно).

## Биография
Иван Москаленко родился в 1912 году в селе Георгиевка (современный Кордайский район Жамбылской области) в крестьянской семье. Украинец.
Образование — шесть классов. До призыва в Красную Армию в 1941 году работал счетоводом в конторах связи Джети-Огузского района Иссык-Кульской области Киргизской ССР.
16 ноября 1941 года у разъезда Дубосеково Волоколамского района Московской области Иван Москаленко в составе группы истребителей танков участвовал в отражении многочисленных атак противника, было уничтожено 18 вражеских танков. Это сражение вошло в историю, как подвиг 28 героев-панфиловцев. В этом бою Иван Москаленко погиб.
Указом Президиума Верховного Совета СССР «О присвоении звания Героя Советского Союза начальствующему и рядовому составу Красной Армии» от 21 июля 1942 года за «образцовое выполнение боевых заданий командования на фронте борьбы с немецкими захватчиками и проявленные при этом отвагу и геройство» удостоен посмертно звания Героя Советского Союза. 
Похоронен в братской могиле у деревни Нелидово Волоколамского района Московской области.

## Награды
- Герой Советского Союза (21 июля 1942) — за образцовое выполнение боевых заданий Командования на фронте борьбы с немецкими захватчиками и проявленные при этом отвагу и геройство
- Орден Ленина (21 июля 1942) — за образцовое выполнение боевых заданий Командования на фронте борьбы с немецкими захватчиками и проявленные при этом отвагу и геройство

## Память
- В 1966 году в Москве в честь панфиловцев была названа улица в районе Северное Тушино, где установлен монумент.
- В их честь в 1975 году также был сооружен мемориал в Дубосеково.
- В деревне Нелидово (1,5 км от разъезда Дубосеково), установлен памятник и открыт Музей героев-панфиловцев.
- В городе Алма-Ата, родном для панфиловцев, есть парк имени 28 гвардейцев-панфиловцев, в котором расположен монумент в их честь.
- Упоминание о 28 «самых храбрых сынах» Москвы вошло также в песню «Дорогая моя столица», ныне являющуюся гимном Москвы.
- Именем Ивана Москаленко было названо судно Министерства морского флота.
- В фильме Двадцать восемь панфиловцев красноармейца Москаленко сыграл Александр Устюгов.